# Lewis Wallbridge
Lewis Wallbridge, né le 27 novembre 1816 à Belleville et mort le 20 octobre 1887 à Winnipeg, était un avocat, juge et homme politique au Canada Ouest. En 1882, il a été nommé juge en chef du Manitoba.

## Biographie
Lewis Wallbridge est né dans la province d'Ontario, il a étudié au Upper Canada College, son stage en droit et a été admis au Barreau en 1839 En 1855, il devient conseiller de la reine. En 1857, il a été élu pour représenter Hastings-Sud à l'Assemblée législative de la province du Canada. Il a soutenu la représentation par population et s'oppose à des subventions publiques pour le Grand Tronc. Il a été réélu en 1861 et 1863, il a été choisi comme avocat général dans le gouvernement 1863 dirigé par John Sandfield Macdonald et d'Antoine-Aimé Dorion et a été choisi à titre de conférencier pour la 8e Parlement de la province du Canada. Son frère, Thomas Campbell Wallbridge, représenta Hastings-Nord de 1863 à 1867, il ne se présenta pas aux élections en 1867 et a été un candidat malheureux à Hastings-Ouest en 1878. 
Il a été administrateur de la Banque du Haut-Canada (en) de 1862 à 1865. 